# Lepidozia cladorhiza
Lepidozia cladorhiza là một loài rêu tản trong họ Lepidoziaceae. Loài này được (Reinw., Blume & Nees) Nees miêu tả khoa học lần đầu tiên năm 1845.